# Przysłop (szczyt w Beskidzie Śląskim)
Przysłop (też: Przysłup lub Na Równym; 1029 m n.p.m.) – niewybitne, wydłużone wzniesienie w masywie Baraniej Góry w Beskidzie Śląskim. Znajduje się w nim między Równiańskim Wierchem i Przyporem.
Przysłop stanowi wyraźny stopień w bocznym grzbiecie Baraniej Góry, wybiegającym na zachód od Wierchu Wisełki i rozdzielającym doliny Białej na północy i Czarnej Wisełki na południu. Leży ok. 3 km na zachód od wierzchołka Baraniej Góry. Do doliny Białej Wisełki opada płytkim i porośniętym lasem grzbietem oddzielającym dolinki dwóch potoków: Potok Bobrowski i Równiański. W dolną część tego grzbietu wcina się jeszcze Potok na Równe. W dolnej części stoków Przysłopu, w dolinie Białej Wisełki, znajdują się należące do miasta Wisły polany z osiedlami Równe Duże i Równe Małe. Na południowo-wschodną stronę stok Przysłopu opada do potoku Wolny i znajduje się na nim duża polana Przysłop. Przysłop w całości znajduje się w granicach miasta Wisły w województwie śląskim, powiecie cieszyńskim.
Nazwa „Przysłop” (słow. Príslop), często spotykana w Karpatach Zachodnich, oznacza 'miejsce na grzbiecie, szczyt, przełęcz', a także 'skarpa podpierająca zbocze górskie'. Najwyżej położony (ok. 1000 m n.p.m.) w Wiśle Sallasch Przislop wzmiankowany był w dokumentach Komory Cieszyńskiej w 1835 r., jednak zapewne wkrótce, z uwagi na zamiary cieszyńskich Habsburgów ustanowienia w tym rejonie rewiru łowieckiego, pasterze zostali stąd wyrugowani. W każdym razie Ludomir Sawicki, prowadząc w 1913 r. badania nad pasterstwem w Śląskich Beskidach, nie wspomniał już o nim nawet w wykazie szałasów zaginionych.
Przysłop jest jednym z najbardziej deszczowych punktów Beskidu Śląskiego: istniejący tu posterunek opadowy zanotował w latach 1961–1990 średni roczny opad w wysokości 1400 mm.
W stokach Przysłopu znajdują się 3 jaskinie: Jaskinia Medyków, Jaskinia Mokra i Jaskinia pod Świerkiem.

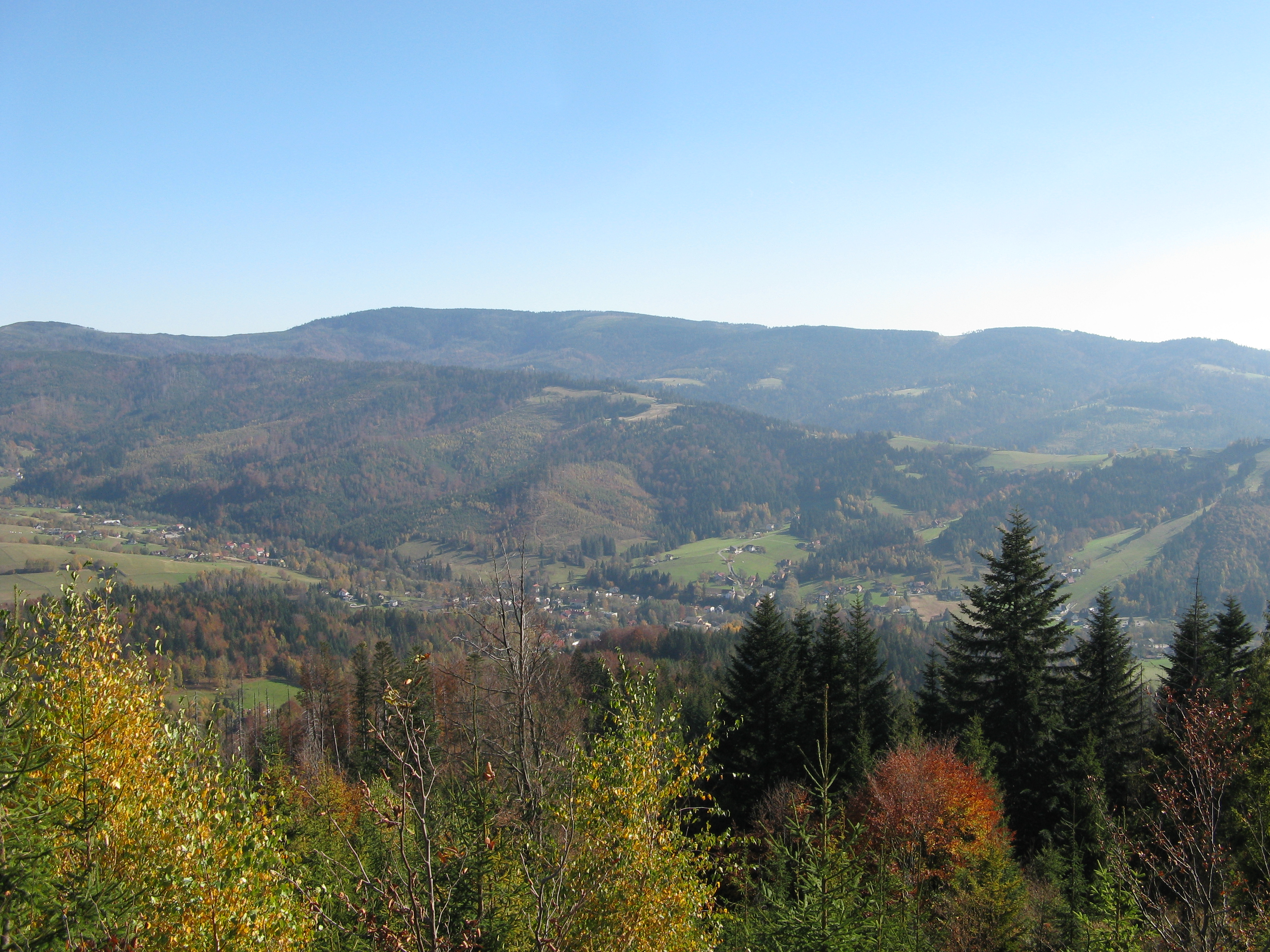
Barania Góra i Przysłop widziane z Czupla
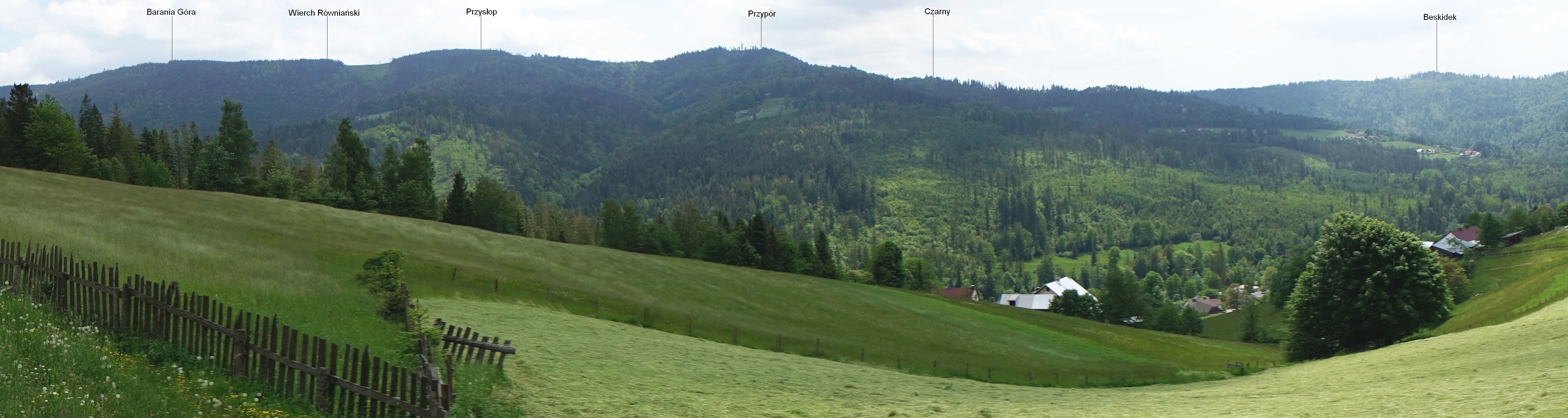
Położenie Przysłopu w masywie Baraniej Góry